# Lantana montevidensis
Lantanier de Montevideo
Espèce
Le Lantanier de Montevideo (Lantana montevidensis) est une espèce de plantes de la famille des Verbenacées originaire d'Amérique.